# وولودیمیر هولوبنیچی
وولودیمیر هولوبنیچی (اوکراینی: Володимир Степанович Голубничий؛ زادهٔ ۲ ژوئن ۱۹۳۶-درگذشته ۱۶ اوت ۲۰۲۱) دونده ۲۰ کیلومتر پیاده‌روی اهل اتحاد جماهیر شوروی سوسیالیستی بود.
وی در مسابقات کشوری و بین‌المللی در مجموع برندهٔ ۳ مدال طلا، ۲ مدال نقره، ۲ مدال برنز شده‌است.